# Municipio de Lovech
El municipio de Lovech (búlgaro: Община Ловеч) es un municipio búlgaro perteneciente a la provincia de Lovech. Tiene una población estimada, a mediados de diciembre de 2021, de 45 641 habitantes.
En 2011 el 86,9% de los habitantes eran búlgaros; el 4,67% eran turcos, y el 1,34% eran gitanos.
La capital es Lovech, donde viven tres cuartas partes de la población municipal.
Se ubica en el noreste de la provincia.

## Localidades
| Localidad       | Cirílico        | Población (diciembre de 2009) |
| --------------- | --------------- | ----------------------------- |
| Lovech          | Ловеч           | 38 579                        |
| Ablanitsa       | Абланица        | 228                           |
| Aleksandrovo    | Александрово    | 2074                          |
| Bahovitsa       | Баховица        | 1058                          |
| Brestovo        | Брестово        | 212                           |
| Balgarene       | Българене       | 242                           |
| Chavdartsi      | Чавдарци        | 388                           |
| Devetaki        | Деветаки        | 243                           |
| Doyrentsi       | Дойренци        | 1250                          |
| Drenov          | Дренов          | 429                           |
| Dabrava         | Дъбрава         | 38                            |
| Goran           | Горан           | 373                           |
| Gorno Pavlikene | Горно Павликене | 242                           |
| Gostinya        | Гостиня         | 186                           |
| Hlevene         | Хлевене         | 304                           |
| Izvorche        | Изворче         | 54                            |
| Kazachevo       | Казачево        | 324                           |
| Kakrina         | Къкрина         | 313                           |
| Leshnitsa       | Лешница         | 175                           |
| Lisets          | Лисец           | 781                           |
| Malinovo        | Малиново        | 778                           |
| Prelom          | Прелом          | 102                           |
| Presyaka        | Пресяка         | 356                           |
| Radyuvene       | Радювене        | 797                           |
| Skobelevo       | Скобелево       | 321                           |
| Slavyani        | Славяни         | 794                           |
| Slatina         | Слатина         | 879                           |
| Slivek          | Сливек          | 121                           |
| Smochan         | Смочан          | 305                           |
| Sokolovo        | Соколово        | 144                           |
| Stefanovo       | Стефаново       | 94                            |
| Tepava          | Тепава          | 122                           |
| Umarevtsi       | Умаревци        | 371                           |
| Vladinya        | Владиня         | 490                           |
| Yoglav          | Йоглав          | 411                           |
| Total           |                 | 53 578                        |